# Amor em Macau
Amor em Macau (chinês tradicional: 濠情歲月, pinyin: Hao Qing Sui Yue e em inglês:  Love in Macau) é um filme macaense realizado e escrito por Chen Yi-Feng. Estreou-se nos cinemas a 16 de maio de 2006.

## Elenco
- Stephy Tang Lai-Yan como Chu Yan Hong
- Alex Fong Lik-Sun como Hong Yang
- Ariel Aisin-Gioro como Ai Su Xin
- Lee Chau-Fan como Mamasan
- Chan Fong-Hei como Hong Yang (velho)
- Fong Fa como Wen Hua
- Ho Keung como general celestial da ópera
- Dan Dan como general da ópera
- Jin Ming como Na Zha
- Zhao Qing-Hong como Zhong Gui Yang
- Huang Wei-Lin como oficial Martins
- Wu Juan-Juan como Md Ying
- Liu Xiao-Yu como Qiao Yu
- Ding Lin como mestre Zhong
- Chen Ai-Fang como Cobra Branca
- Zhong Shi como Ou Biao
- Chen Min-Yu como mestre Dai Jun
- Song Ying-Ao como Zhong Hua
- Wang Meng como administrador da ópera
- Huang Liang-Xiu como Chun Lan
- San Du Li Nuo como Xiao Li
- An Ji-Lan como Ama de Xin
- Xu De-Hai como professor de Jiang
- Zhang Peng como guarda-costas
- Zhang Hua como estudante
- Liu Kun como estudante
- Sun Guo-Zhu como estudante
- Liao Long-Jie como estudante
- Liu Chu-Ling como cortesã
- Liu Gui-Hua como cortesã
- Dong Hui-Ling como cortesã
- Liao Ai-Yu como cortesã
- Chen Gui-Ying como cortesã
- Zhang Cheng-Cheng como cortesã
- Guo Xiao-Li como cortesã
- Sheng Jian-Rong como mendigo
- Zhang Shu-Yun como avó
- Peng Jie como polícia
- Wang Gang como polícia
- Chen Zhu-Hua como vendedor de jornais
- Liu Run-Zheng como diretor
- Liu Chuan como monge Fa Hai
- Liang De-Wen como musicista
- Xu Hui-Zhong como musicista
- Han Lu como musicista
- Ou Yun como musicista
- Qin Ying-Xia como musicista
- Cha Jie-Peng como musicista